# Toward the Sea
Toward the Sea (海へ 'Umi e'?) es una obra del compositor japonés Tōru Takemitsu, encargada por Greenpeace con motivo de la campaña Save the Whales. El título traducido al español es Hacia el mar.

## Estructura

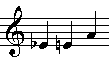
S - E -A, un motivo que aparece en la obra de diversas formas.

Toward the Sea tiene tres versiones distintas:
- La primera, compuesta en 1981 para flauta en sol y guitarra
- La segunda, también compuesta en 1981, para flauta en sol, arpa y orquesta de cuerda
- La tercera, escrita en 1989, para flauta en sol y arpa sin orquesta.

Cada versión dura alrededor de 11 minutos.
La obra está dividida en tres secciones—The Night, Moby-Dick, y Cape Cod. Estos títulos hacen referencia a la novela de Melville Moby Dick. El compositor pone de relieve la dimensión espiritual del libro, citando el pasaje, "la meditación y el agua se casan". Él también dijo que "La música es un homenaje a la mar que crea todas las cosas y un dibujo para el mar de la tonalidad"; Toward the Sea fue escrito en un período en el que Takemitsu regresaba a la tonalidad, después de uno de composición experimental.
La mayor parte de la obra está escrita en tiempo libre, sin compases (excepto en la segunda versión, para facilitar la dirección). En las tres versiones, la flauta tiene la línea melódica principal, basada en parte en un motivo que deletrea "mar" en la notación musical alemana: E♭♭–E–A. Este motivo ha reaparecido en varias obras posteriores de Takemitsu.